# Shin Megami Tensei IV
Shin Megami Tensei IV (japanisch 真・女神転生IV, deutsch „Wahre Göttinnen Reinkarnation“) ist ein japanisches postapokalyptisches Computerrollenspiel, das von Atlus für den Nintendo 3DS entwickelt wurde. Es ist der fünfte Eintrag der „Shin-Megami-Tensei“-Serie, der zentralen Reihe des Megami Tensei-Franchises. Es besteht keine direkte erzählerische Verbindung zu vorhergehenden Teilen der Serie. Es wurde im Mai 2013 in Japan und im Juli 2013 in den USA herausgegeben. In Europa wurde es im Oktober 2014 digital veröffentlicht. Das Gameplay hält sich an die Formel der vorhergehenden Shin-Megami-Tensei-Spiele. Das rundenbasierte Press-Turn-Kampfsystem wurde beibehalten. Hierbei nutzen Spieler und Gegner Schwächen um extra Handlungsmöglichkeiten im eigenen Zug zu erhalten oder diese zu verlieren.
Die Geschichte handelt von Flynn, einem Samurai, der das mittelalterliche Königreich von Mikado vor Angriffen durch feindliche Dämonen beschützt. Als ein mysteriöser schwarz gekleideter weiblicher Samurai beginnt, die Bewohner in Dämonen zu verwandeln, werden Flynn und drei Kameraden entsendet, um sie gefangen zu nehmen. Die Verfolgung der schwarz gekleideten Samurai befördert Flynn und seine Kameraden in eine überraschende Offenbarung und einen Machtkampf zwischen Engeln und Dämonen.
Die Entwicklung begann nach der Fertigstellung von Shin Megami Tensei: Strange Journey, mit der Entscheidung, einen vierten nummerierten Eintrag der Serie auf Grund von Bitten von Fans zu entwickeln. Das Team wollte Stil und Atmosphäre des originalen Shin Megami Tensei hervorrufen. Die originale Geschichte wurde vom Schöpfer der Serie Kazuma Kaneko geschrieben. Die Hauptcharaktere und einige Dämonen wurden von Masayuki Doi entworfen. Er ist bekannt für seinen Beitrag zur Trauma-Center-Reihe. Es wurde beim Erscheinen in Japan gut verkauft und war eines der besser verkauften Spiele des Jahres. Rezensionen des Spiels waren generell positiv, sowohl in Japan als auch im Westen.

## Spielmechanik
In Shin Megami Tensei IV kontrolliert der Spieler den Samurai Flynn. Die Navigation geschieht sowohl in einer Third-Person-Perspektive mit 3D-gerenderten Umgebungen als auch in einer 2D-Weltkarte in Vogelperspektive. Auf der Weltkarte repräsentieren Icons die Charaktere des Spielers und gegnerische Dämonen. Kämpfe finden in einer First-Person-Perspektive statt. Hierbei sind Gegner auf dem oberen Bildschirm und Handlungsmöglichkeiten und Status der Gruppenmitglieder auf dem unteren Bildschirm dargestellt. Wie bei anderen Computerrollenspielen wird der Charakter stärker und steigt auf, indem er Aufträge ausführt. Außerdem kann Macca verdient werden. Hierbei handelt es sich um die In-Game-Währung, die benutzt werden kann, um Gegenstände und Ausrüstung zu kaufen. Einige Aufträge gehören zur Hauptgeschichte und sind verpflichtend, während andere optional sind. Sollte der Spieler besiegt werden, kann durch Bezahlung von Macca zum Spiel zurückgekehrt werden. Nintendospielmünzen können statt Macca verwendet werden. Wiederholtes Sterben schaltet einen einfachen Modus frei. In diesem Modus können Spieler vor einem Kampf flüchten, wenn sie wollen.
Gegner bewegen sich in der Umgebung, die Flynn auskundschaftet. Ein Kampf startet, wenn Flynn einen Gegner attackiert (der Spieler erhält einen Angriffsvorteil), ein Gegner von der Seite oder von hinten in Flynn hineinläuft (der Gegner erhält den Angriffsvorteil) oder wenn beide geradewegs ineinander laufen. Im Kampf kontrolliert der Spieler Flynn und drei Dämonen mit einem von einer künstlichen Intelligenz kontrollierten Unterstützungscharakter. Während des Kampfes werden sowohl Spieler- als auch Gegneraktionen vom rundenbasierten Press-Turn-System bestimmt. Dieses Kampfsystem wurde aus früheren Teilen der Shin-Megami-Tensei-Serie übernommen. Das System dreht sich um das Ausnutzen von physischen oder elementaren Schwächen: Wenn ein Charakter die Schwäche eines anderen Charakters trifft oder einen kritischen Treffer landet, erhält die Gruppe einen Extrazug. Wenn eine Attacke wiederum absorbiert oder abgeblockt wird, verliert die Gruppe einen Zug. Wenn ein Charakter eine Schwäche trifft oder einen kritischen Treffer erfolgreich ausführt, gibt es die Chance in den sogenannten „Smirk“-Status zu kommen. Das Smirking erhöht den Schaden des Charakters, annulliert elementare Schwächen und erhöht die Wahrscheinlichkeit eines Ausweichmanövers für eine bestimmte Zeit.
Andere Systeme aus früheren Teilen der Serie sind die Dämonenrekrutierung und die Dämonenfusion. Um Dämonen zu rekrutieren, redet der Spieler mit einem Dämon, statt ihn zu bekämpfen, und muss mit ihm verhandeln, um seine Dienste zu erlangen. Diese Verhandlungen können Schmeichelei, Bestechung und Einschüchterung beinhalten. Bis zu 400 Dämonen stehen zur Rekrutierung bereit. Dämonenfusion beinhaltet, zwei Dämonen zu einer neuen Form zu verschmelzen, die neue Fähigkeiten besitzt. Während einer Fusion kann der Spieler aussuchen, welche Fähigkeiten übernommen werden und welche verfallen. Die Fusionsgeschichte des Dämonen wird aufgezeichnet, um sie später im Spiel zu überprüfen. Verhandlungen und Fusionen geben dem Spieler auch Erfahrungspunkte. Manche Dämonen verändern ihre Form unabhängig von einer Fusion von selbst. Stattdessen müssen sie durch Erfahrung im Kampf Level hinaufsteigen. Wenn Flynn hochlevelt, werden neue Fusionen freigeschaltet. Gezähmte Dämonen lehren Flynn neue Fähigkeiten. Mit dem StreetPass-Feature des Nintendo 3DS können Spieler Dämonen tauschen.

## Handlung

### Setting und Charaktere
„Shin Megami Tensei IV“ findet in einer Welt abgetrennt vom Rest der „Shin Megami Tensei“-Spiele statt, obwohl die gleichen Dämonen und Fähigkeiten vorhanden sind. Die zwei Hauptschauplätze sind das Östliche Königreich von Mikado, eine feudale Gesellschaft, die vom mittelalterlichen Europa inspiriert wurde und insgeheim von Engeln kontrolliert wird, und Tokio, eine Stadt der Moderne, die in einer Felskuppel eingesperrt ist und von Dämonen überrannt wird. Vor den Geschehnissen des Spiels, als Tokio zu einer Dämonenfestung wurde und von der Zerstörung durch Engel bedroht wurde, zähmte ein Mitglied der Antidämoneneinheit Tokios den Dämonen Masakado. Er verschmolz mit ihm, um die schützende Kuppel über Tokio zu erschaffen. Mikado wurde auf der Oberseite der Kuppel errichtet. Nach der Kreierung der Kuppel vergehen in Tokio nur zwanzig Jahre, in Mikado dagegen über eintausend Jahre. Überreste der Technik Tokios sind verstreut in Mikado und werden von der Kirche als „mystische Relikte“ studiert.
Der Spieler kontrolliert einen Samurai, der die Reinkarnation von Tokios Retter ist. Sein Standard Name ist Flynn. Wie bei vorangegangen „Megami Tensei“ Spielercharakteren ist er ein stummer Protagonist, dessen Handlungen und Einstellungen vom Spieler festgelegt werden. Drei andere Charaktere begleiten Flynn auf seiner Reise, die die drei moralischen Hauptausrichtungen repräsentieren. Diese sind Jonathan, der die Ordnung repräsentiert, Walter, der das Chaos repräsentiert und Isabeau, die die Neutralität repräsentiert. Andere wichtige Charaktere sind Burroughs, Flynn’s künstliche Intelligenz Assistent, Lilith, ein mächtiger Dämon aus Tokyo und Issachar, ein Kindheitsfreund von Flynn.

### Geschichte
„Shin Megami Tensei IV“ beginnt, als Flynn und sein Freund Issachar zur Burg Mikados reisen, um einen Test zu absolvieren, der überprüft, ob sie würdig sind, Samurai zu werden. Samurai sind die Beschützer Mikados, die sowohl Dämonen konfrontieren als auch kontrollieren. Issachar scheitert an der Prüfung. Flynn ist erfolgreich und wird prompt zusammen mit anderen Kandidaten eingeweiht. Unter diesen befinden sich auch Walter, Jonathan und Isabeau. Die neuen Samurai-Lehrlinge erhalten elektronische Panzerhandschuhe, die künstliche Intelligenzen beinhalten. Flynn’s künstliche Intelligenz namens Burroughs unterstützt ihn über das gesamte Spiel mit Beratung. Kurz nach der Einweihung kommt Unruhe in den ländlichen Gegenden auf. Eine Figur, die sich selbst die „Schwarze Samurai“ nennt, verbreitet verfluchte Bücher, die geschrieben wurden, um „Wissen und Weisheit“ zu verbreiten. Manche Einwohner von Mikado, inklusive Issachar, werden zu Dämonen verwandelt, als sie diese Bücher bei Zusammenkünften, den sogenannten „Sabbaten“, lesen. Die Samurai werden entsendet, um die resultierenden Dämonen und die Schwarze Samurai zu konfrontieren. Nach der Wiederherstellung des Friedens in Mikado und des Tötens von Issachar wird den Samurai befohlen, die Schwarze Samurai in das legendäre Land Tokio unterhalb von Mikado zu verfolgen. Die Samurai folgen einem Tunnel nach unten, der auf die Spitze eines Wolkenkratzers führt. Sie entdecken, dass Tokio eine Stadt ist, die von einer Kuppel aus Stein in ewige Nacht eingeschlossen wurde, während Mikado auf der Oberseite der Kuppel liegt.
Die Gruppe erkundet Tokio. Auf der Suche nach der Schwarzen Samurai konfrontiert sie eine Vielzahl an Gegnern: Die Dämonen, die Tokio befallen haben, die Ashura-kai, eine Yakuzaorganisation, die die Stadt kontrolliert und einen Anschein von Ordnung bietet, und den Ring von Gaea, einen Kult, der seiner Anführerin Yuriko dient. Die Gruppe entdeckt, dass die Schwarze Samurai Yuriko war. In Wahrheit ist sie ein Dämon namens Lilith, der Chaos in das Östliche Königreich von Mikado bringen und seine geordnete und stillstehende Struktur untergraben wollte. Die Gruppe rettet außerdem drei maskierte Männer aus Tokio auf Befehl von Schwester Gabby, einem Mitglied der Kirche Mikados. Walter wird von Yuriko überzeugt, dass die Ashura-kai besiegt und mehr Dämonen auf Tokio losgelassen werden sollten. Währenddessen überzeugt Gabby Jonathan, dass Lilith getötet werden muss. Flynn kann entweder Walter oder Jonathan unterstützen. Unabhängig von seiner Entscheidung sind beide erfolgreich. Liliths Ring von Gaea und die Ashura-kai werden besiegt und Dämonen werden auf Tokio durch den Yamatareaktor, eine Energiequelle, die parallele Dimensionen verbindet, losgelassen. Flynn, Jonathan und Walter erkunden zwei verschiedene Zeitlinien Tokios: eine, wo die Ordnung dominiert, und eine weitere, in der das Chaos regiert. In beiden Welten wurde Flynns frühere Reinkarnation getötet.
Nach dem Betrachten der alternativen Welten entscheidet eine Punktzahl, die auf Flynns moralischen Entscheidungen im Verlauf des Spiels basiert, ob der Spieler auf dem Pfad der Ordnung, dem des Chaos oder dem neutralen Pfad ist. Zusätzlich hat der Spieler immer die Option, die Welt zu zerstören. Das geschieht auf das Geheiß der Weißen, der Personifizierung menschlicher Verzweiflung, die die komplette Vergessenheit verlangen. Jonathan schließt sich den „neuen Führern“ Mikados an: den vier Erzengeln Gabriel, Uriel, Raphael und Michael, Schwester Gabby und den drei gefangenen Personen, die die Samurai retteten. Sie verschmelzen zu Merkaba, dem Streitwagen Gottes. Walter schließt sich Luzifer, dem stärksten Dämonen, an und verschmilzt mit diesem. Sie haben vor, Mikado zu zerstören. Sollte Flynn sich der Ordnung zuwenden, besiegen er und Merkaba Luzifer. Um weitere Korruption der Einwohner Mikados zu verhindern, zerstören sie Tokio und sterben bei der Durchführung. Sollte Flynn sich dem Chaos zuwenden, besiegen er und Luzifer Merkaba. Nachdem sie Mikado zerstören, beginnen sie einen neuen Krieg mit Gott. Isabeau kehrt sowohl auf der Route der Ordnung als auch auf der Route des Chaos zurück, um Flynn im Namen der Menschheit aufzuhalten. Nachdem sie besiegt wird, begeht sie Selbstmord. Auf der neutralen Route schließen sich Flynn und Isabeau im Kampf gegen Merkaba und Luzifer zusammen. Sie verpflichten Masakados Hilfe. Nachdem Merkaba besiegt ist, evakuiert Isabeau die Bewohner Mikados nach Tokio. Nachdem Flynn Luzifer besiegt, verwendet Masakado seine Kräfte, um die Kuppel zu zerstören. Dadurch wird Mikado zerstört und Tokios Sonnenlicht wiederhergestellt.

## Entwicklung
Die Entwicklung von Shin Megami Tensei IV begann im August 2009, nachdem die Entwicklung von Shin Megami Tensei: Strange Journey für den Nintendo DS beendet war, und dauerte dreieinhalb Jahre. Atlus hörten auf ihre Fans und entschieden, einen vierten nummerierten Teil der Shin-Megami-Tensei-Unterserie zu entwickeln. Das gab es in Japan seit der Veröffentlichung von „Shin Megami Tensei III: Nocturne“ 2003 nicht mehr. Der Grund für die zehnjährige Pause zwischen III und IV war, dass die Firma andere erfolgreiche Titel produzierte und deshalb keine Zeit hatte, um nebenbei Shin Megami Tensei IV zu entwickeln. Es war bereits in den frühen Phasen der Entwicklung geplant, Shin Megami Tensei IV für eine portable Plattform zu entwickeln. Der Grund dafür war höhere Bequemlichkeit für die Spieler. Ursprünglich sollte es für den Nintendo DS, unter Verwendung der „Strange-Journey“-[Spiel-Engine|Engine], entwickelt werden. Schließlich wurde die Entwicklung auf den Nintendo 3DS verschoben, was zur Entscheidung führte, eine andere Engine zu verwenden. Das Entwicklungsteam, das Team Maniacs genannt wurde, inkludierte sowohl Angestellte, die an vorhergegangen Shin-Megami-Tensei-Titeln gearbeitet hatten, als auch solche, für die das nicht zutraf. Es gab Unterschiede der Denkweisen der beiden verschiedenen Arten von Angestellten, was zu Konflikten führte. Als Beispiel dafür gab Director Kazuyuki Kamai an, dass manche Mitarbeiter an zeitgenössische Spiele gewöhnt waren, die „süße“ weibliche Charaktere beinhalten, die „nette Dinge sagen“ und als Resultat wollten sie diese „Süße“ zu „Shin Megami Tensei IV“ hinzufügen. Währenddessen sah Yamai die Serie als etwas, das einen „bitteren“ Inhalt hat, und meinte, dass es nicht möglich sei, ihr „Süße“ hinzuzufügen. Zusätzlich hatten die Mitarbeiter unterschiedliche Vorstellungen von der Bedeutung von „Shin Megami Tensei“. Yamai meinte, dass die guten Teile der Interpretation jedes Mitarbeiters in die Aspekte des Spiels, für das sie zuständig waren, einfließen sollte, aber gleichzeitig nicht von der „Bitterkeit“ abgewichen werden sollte.
Das Konzept des Spiels wurde von der Punkatmosphäre, was das originale „Shin Megami Tensei“ nachstellte, inspiriert. Ein Charaktergestalter und Szenarioschreiber der Serie namens Kazuma Kaneko erdachte das ursprüngliche Szenario und Konzept des mittelalterlichen Mikados und des modernen Tokios. Der Hauptgrund dafür war, einen Kontrast der Werte zwischen den Dämonen jagenden Einwohnern von Mikado und den Menschen von Tokio, die unter der Kontrolle der Dämonen leben, zu präsentieren. Während der Konstruktion der Schauplätze des Spiels studierte das Team Geschichtsbücher, um über mittelalterliche Bräuche und Rüstungen zu lernen. Die Dämonen, die im Spiel auftauchen, wurden passend zu den Endgegnern, die im Szenario vorkommen, ausgewählt. Diese beinhalten auch manche Dämonen, von denen man glaubte, dass sie die Aufmerksamkeit des Spielers auf sich ziehen würden, und manche, die aufgrund ihrer Popularität ausgewählt wurden. Während das Durchqueren der Verliese in „Strange Journey“ entworfen wurde, um wie das „Megami Tensei“ der „alten Schule“ zu sein, wurde es in „Shin Megami Tensei IV“ entworfen, um „Nocturne“ ähnlicher zu sein. Das Press-Turn-Kampfsystem, das in „Nocturne“ zum ersten Mal zum Einsatz kam, bekam eine Revision. Die Schwierigkeit des Gameplays wurde als anpassbar entworfen, um neue Spieler für die „Shin Megami Tensei“-Serie zu ködern. Die Serie hatte einen Ruf aufgebaut, einen hohen Schwierigkeitsgrad zu beinhalten. Die „empfohlene Fusionen“-Funktion war auch für neue Spieler von Vorteil. Sie wurde implementiert, nachdem beobachtet wurde, dass viele neue Spieler ihre Dämonen nicht fusionierten. Die Geschichte und das Gameplay wurden entwickelt, um zu versuchen, die Meinung der japanischen Spielerschaft, dass „soziale Spiele“ gut genug wären, zu verändern und einer älteren Spielergeneration zu gefallen.
Eiji Ishida, der an „Nocturne“ und „Strang Journey“ arbeitete, fungierte als der Artdirector des Spiels. Masayuki Doi entwarf erstmals die Hauptcharaktere, nachdem er zuvor als Umgebungsgestalter für „Nocturne“ gearbeitet hatte. Er wurde aufgrund seiner Arbeit an der Trauma-Center-Reihe herangezogen. Die Hauptcharaktere wurden nach bestimmten Archetypen entworfen. Jonathan und Walter wurden entworfen, um jeweils die Ordnung oder das Chaos zu repräsentieren, während Isabeau die Neutralität verkörpert. Burroughs (eine Weiterentwicklung des Künstlichen-Intelligenz-Begleiters aus „Strange Journey“), Isabeau und andere weibliche Charaktere wurden außerdem entworfen, entschlossen zu sein und eine starke Statur zu haben. Das basiert auf „starken weiblichen Archetypen“. Die Kleidung des Protagonisten wurde kreiert, um recht ausdruckslos zu sein, was die Kontrolle des Spielers über seine Handlungen und seine Darstellung betont. Ihre Ausrüstung wurde entworfen, um sowohl das Königreich von Mikado als auch Elemente traditioneller japanischer Kleidung zu repräsentieren. Der finale Entwurf beinhaltete eine Kombination aus östlichen und westlichen Kleidungselementen. Ihre Kampfhaltungen und die Griffe ihrer Katanas wurden von den Jedi der „Star Wars“-Filme inspiriert. Seine Entwurfsarbeiten wurden von früheren Werken von Kaneko inspiriert. Doi entwarf auch die Accessoires und Ausrüstung des Protagonisten sowie die Kleidung der Hälfte der nicht spielbaren Charaktere. Die Entwürfe der Dämonen wurde von mehreren Gestaltern geschaffen, darunter Doi, Keita Amemiya, Yoshihiro Nishimura und Kyouma Aki. Weil Yamai „Super Sentai“ und „Kamen Rider“ mochte und als Ziel hatte, manche Dämonen Kanekos Entwürfen anzupassen und andere von der „Ultraman“-Serie inspiriert zu haben, waren viele der ausgewählten Dämonengestalter Tokusatsukünstler. Die Künstler bekamen Material über die mythologischen Hintergründe der Dämonen, konnten die Dämonen aber sonst frei nach ihrer Interpretation entwerfen.

## Musik
Die Musik zu „Shin Megami Tensei IV“ wurde hauptsächlich von Ryota Koduka, mit zusätzlichen Kompositionen von Kenichi Tsuchiya und Toshiki Konishi, komponiert und arrangiert. Ihre Arbeit begann spät in der Produktionszeit und dauerte ungefähr ein Jahr. Ursprünglich setzten sie, auf Yamais Bitte, eine Obergrenze für die Anzahl der Lieder, als sie aber voranschritten, schoss die Anzahl der Lieder in die Höhe. Motive früherer „Shin Megami Tensei“-Spiele wurden auch eingebaut, um eine Stimmung der Vertrautheit bei den Serienfans hervorzurufen. Ein Soundtrack mit vier CDs wurde am 26. Februar 2014 in Japan von Mastard Records unter der Katalognummer LNCM-1043～6 herausgebracht. Er erreichte Platz 64 in den Oriconcharts und blieb für zwei Wochen darin.

## Rezensionen
In seinen ersten Wochen des Erscheinens in Japan erreichte das Spiel die Spitze der wöchentlichen Charts mit 188.562 verkauften Kopien. Dabei überholte es das PlayStation-3-exklusive „Kamen Rider: Battride War“ und den PS3-Port von „Resident Evil: Revelations“ In einer späteren Bewertung wurde es als Atlus zweitbestverkaufter Titel der jüngsten Geschichte angegeben, nur 4000 Kopien hinter den Verkaufszahlen des Debüts von Persona 4 im Jahr 2008. Bis zum Ende des Jahres 2013 wurde das Spiel 251.334-mal in Japan verkauft und war damit bei den jährlichen Verkaufszahlen an dreißigster Stelle. Bis Januar 2014 wurde das Spiel in den USA seit seinem Erscheinen im Juli 90.000-mal verkauft. Bis Juli 2015 wurden weltweit mehr als 600.000 Kopien verkauft.
Der Titel erhielt sowohl in Japan als auch im Westen positive Rezensionen. Die Aggregatseite Metacritic gab ihm, basierend auf Rezensionen von 48 Kritikern, eine Punktezahl von 83/100. Das Kampfsystem erhielt allgemein Lob: Famitsu, IGN, GameSpot, Eurogamer, Joystiq, Destructoid und Game Informer bezeichneten das Kampfsystem als höchst unterhaltsam – trotz Schwierigkeitsspitzen – und lobten die Zugeständnisse an neue Spieler. Die Verhandlungs- und Fusionssysteme wurden auch gelobt. Einige Kritiker sahen sie als unterhaltsam und als eine Verbesserung zu vorherigen Versionen an. Ein Gameplayaspekt, der Kritik hervorrief, war die Navigation über die Weltkarte, das als entweder schwer zu folgen oder schlecht entworfen bezeichnet wurde.
Die Geschichte und Charaktere hatten gemischte Rezensionen. Während Destructoid generell positiv war, meinten andere Rezensenten, wie Eurogamer und Game Informer, dass die Charaktere nur dazu dienten, die moralischen Wege des Spielers zu repräsentieren. IGN, Joystiq und Gamespot waren ziemlich negativ gestimmt und nannten sie entweder irritierend oder leicht zu vergessen. Die Grafik wurde von manchen Kritikern gelobt, jedoch von anderen als „ausdruckslos“ oder „von schlechter Qualität“ bezeichnet.

## Fortsetzung
Ein Nachfolgetitel namens Shin Megami Tensei IV: Apocalypse wurde 2016 für den Nintendo 3DS veröffentlicht. Es handelt sich hierbei um eine Nebengeschichte in derselben Welt mit einem neuen Spielercharakter.